# 1929 în artă
← 1926 în artă — 1927 în artă — 1928 în artă ——  1929 în artă  —— 1930 în artă — 1931 în artă — 1932 în artă →
1929 în artă implică o serie de evenimente:

## Evenimente

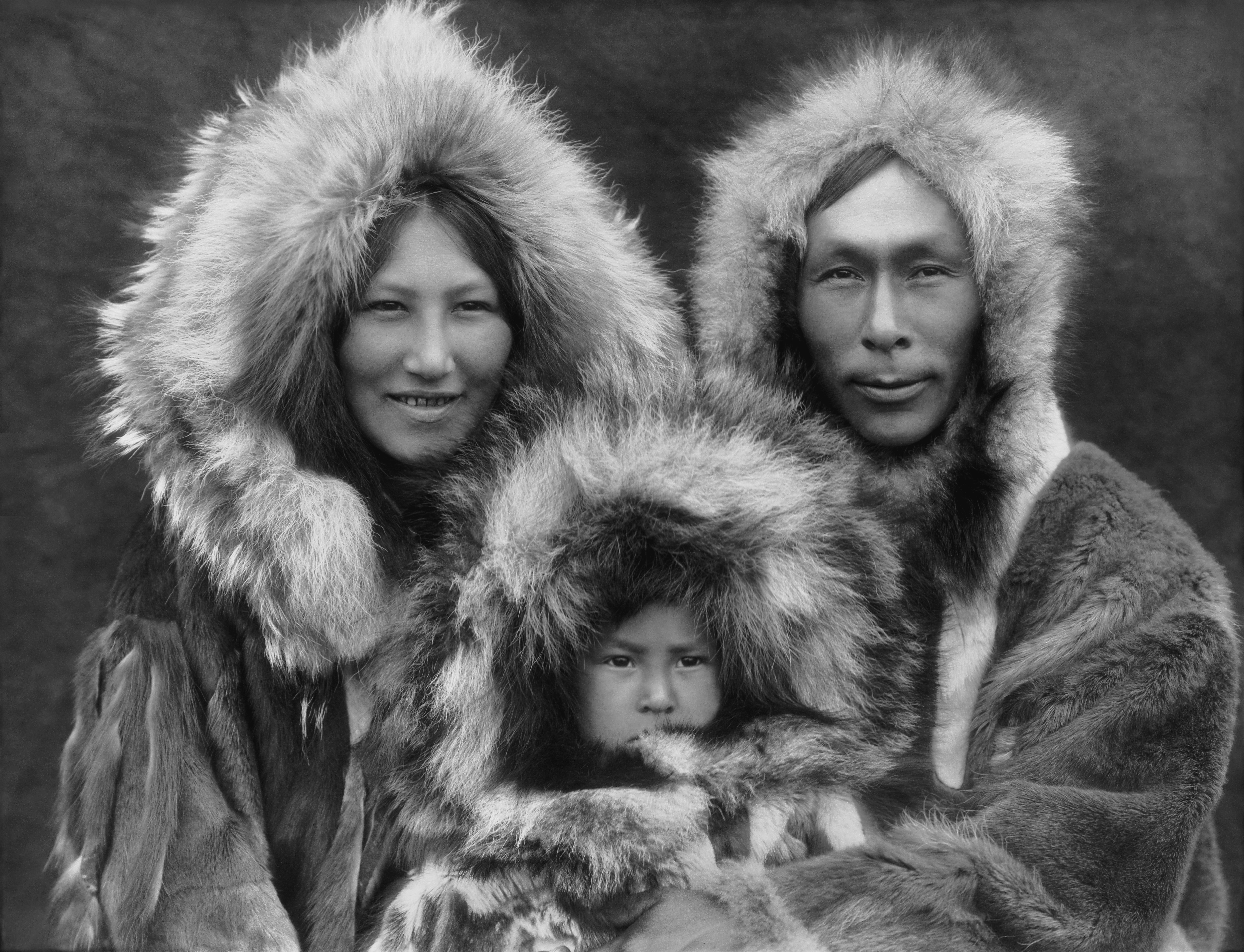
1929 — Familie (din Tribul Inupiat), Noatak, statul, autor Edward S. Curtis
(1868 - 1952), WikiData:Q433128, celebru fotograf american, renumit pentru impactul său internațional asupra rolului fotografiei în arta modernă.

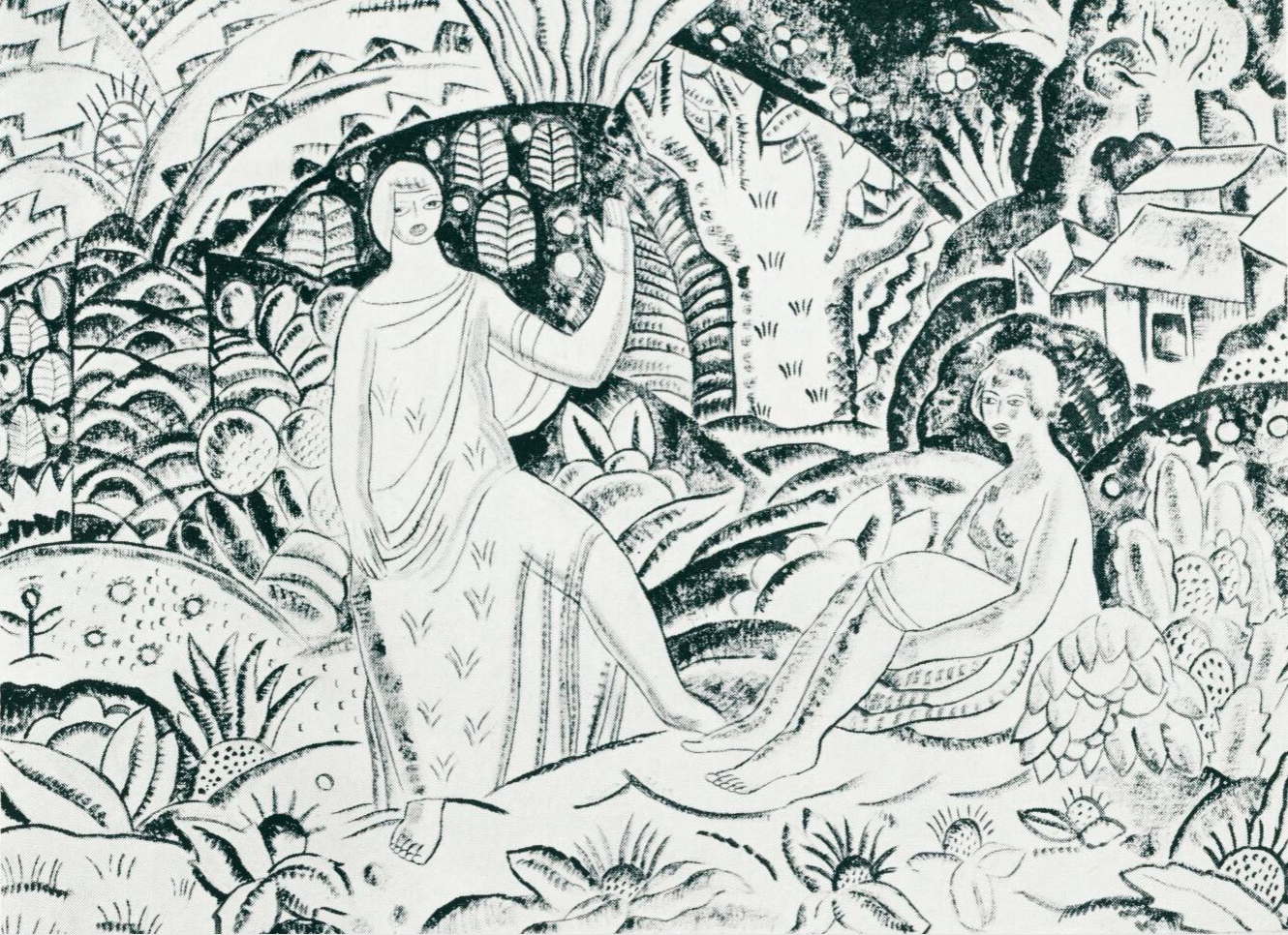
1929 — Desen de Frank Weitzel (1905 - 1932), designer, grafician, gravor din Noua Zeelandă, care a studiat în San Francisco și Muenchen, înainte de a se muta în Sydney, Australia, și apoi la Londra.

### Evenimente artistice oriunde
- Mișcarea artistică germană, care a fost denumită Constructivism figurativ, de către Franz Wilhelm Seiwert (1894 - 1933), are și nume și bază teoretică, deși fusese experimentată de câțiva ani buni de către însuși „nănașul său.”

- 2 martie
- 8 mai –

 Fără date precise 

## Lucrări

### Lucrări oriunde
- Le Grand Guéridon, ulei pe pânză de Georges Braque.

## Nașteri

### Ianuarie - martie
- 9 ianuarie — Håkon Bleken, pictor și ilustrator norvegian († 18 iulie 21 d.Hr.),
- 15 ianuarie — Albert Deman, artist palstic (pictor și sculptor) francez († 18 mai 22 d.Hr.),
- 22 ianuarie — Georges Feher, pictor și litograf ungur, naturalizat francez († 6 iunie 10 d.Hr.),
- 26 ianuarie — François Hilsum, pictor și jurnalist francez († 10 septembrie 16 d.Hr.),
- 28 ianuarie — Claes Oldenburg, pictor suedez, cetățean naturalizat american ( Statele Unite ale Americii),
- 24 februarie — Zdzisław Beksiński, pictor, fotograf, desenator și sculptor polonez († 29 iulie 21 d.Hr.),
- 4 martie — Jean Revol, pictor, eseist și scriitor francez († 5 iulie 2 d.Hr.),
- 17 martie — Jacques Winsberg, pictor și scriitor francez († 20 noiembrie 10 d.Hr.),
- 22 martie — Yayoi Kusama, pictoriță, sculptoriță și scriitoare japoneză,
- 25 martie — Michel Bouillot, pictor, desenator, sculptor și scriitor francez († 30 iunie 29 d.Hr.),

### Aprilie - iunie
- 28 martie –
- 24 aprilie –
- 7 mai –
- 22 iunie –

### Iulie - decembrie
- 3 iulie –
- 25 iulie –
- 1 august –
- 3 septembrie –
- 3 octombrie –
- 6 octombrie –

## Decese
- 23 ianuarie –
- 19 februarie –
- 16 martie –
- 15 mai –

## Galerie (lucrări din 1929)

Lucrări reprezentative
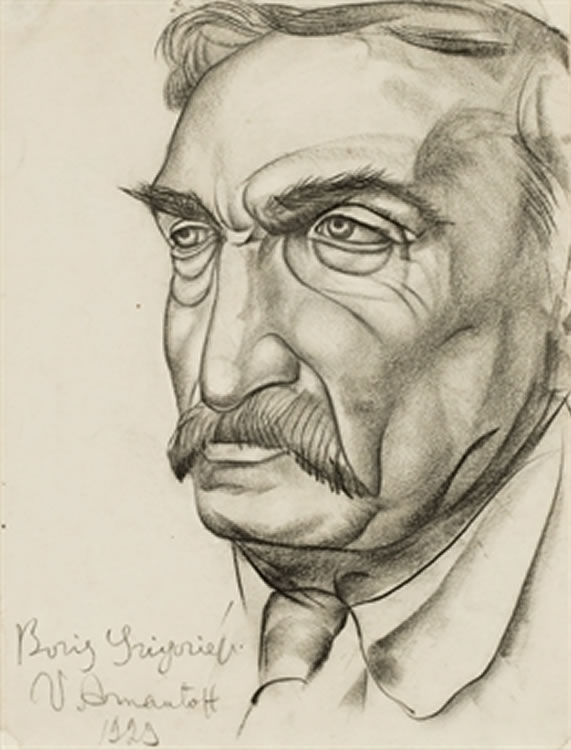
1929 – Desen a lui Boris Grigoriev de Victor Arnautoff
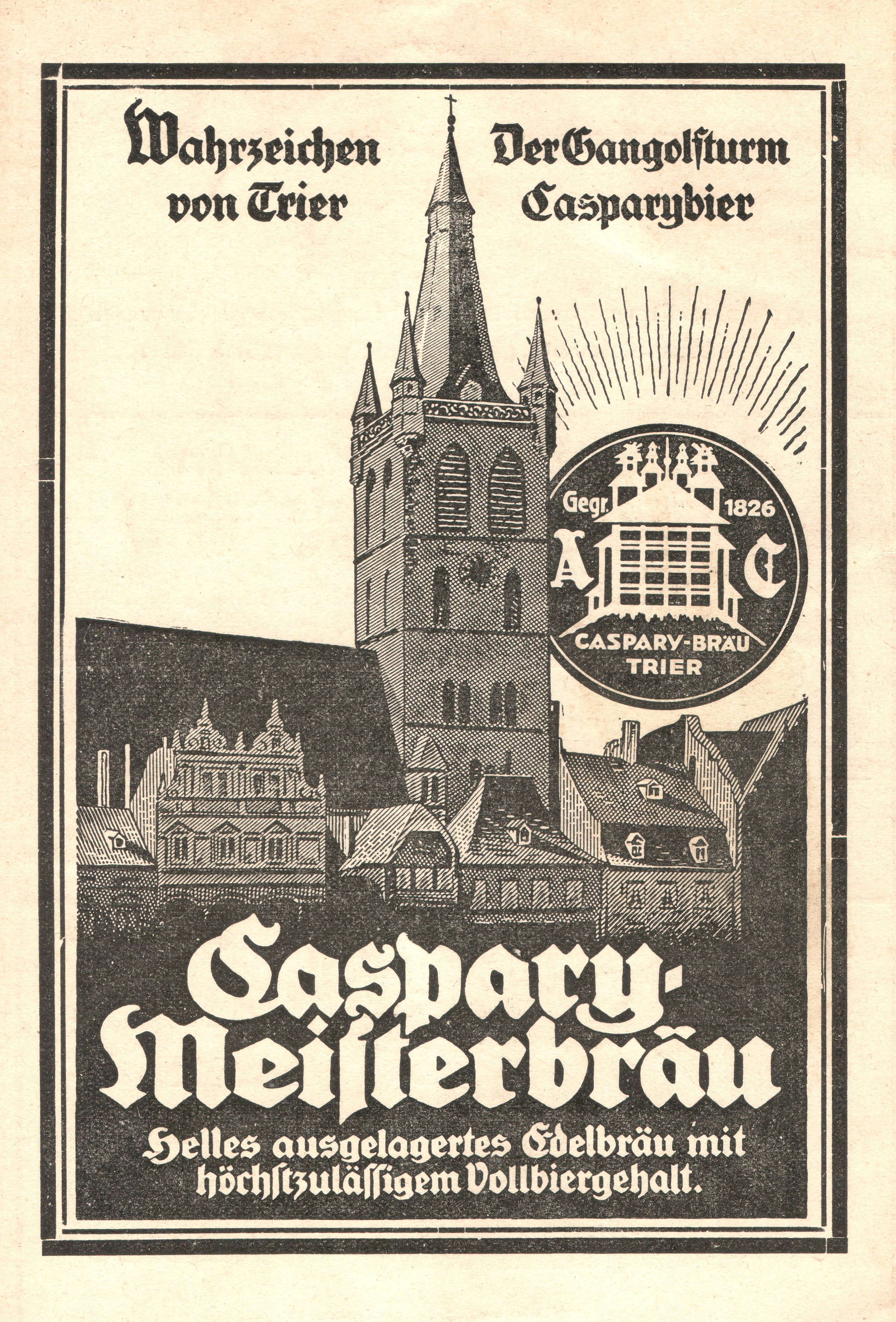
1929 – Reclamă pentru Caspary Brauerei - germană Caspary Brauerei Werbung
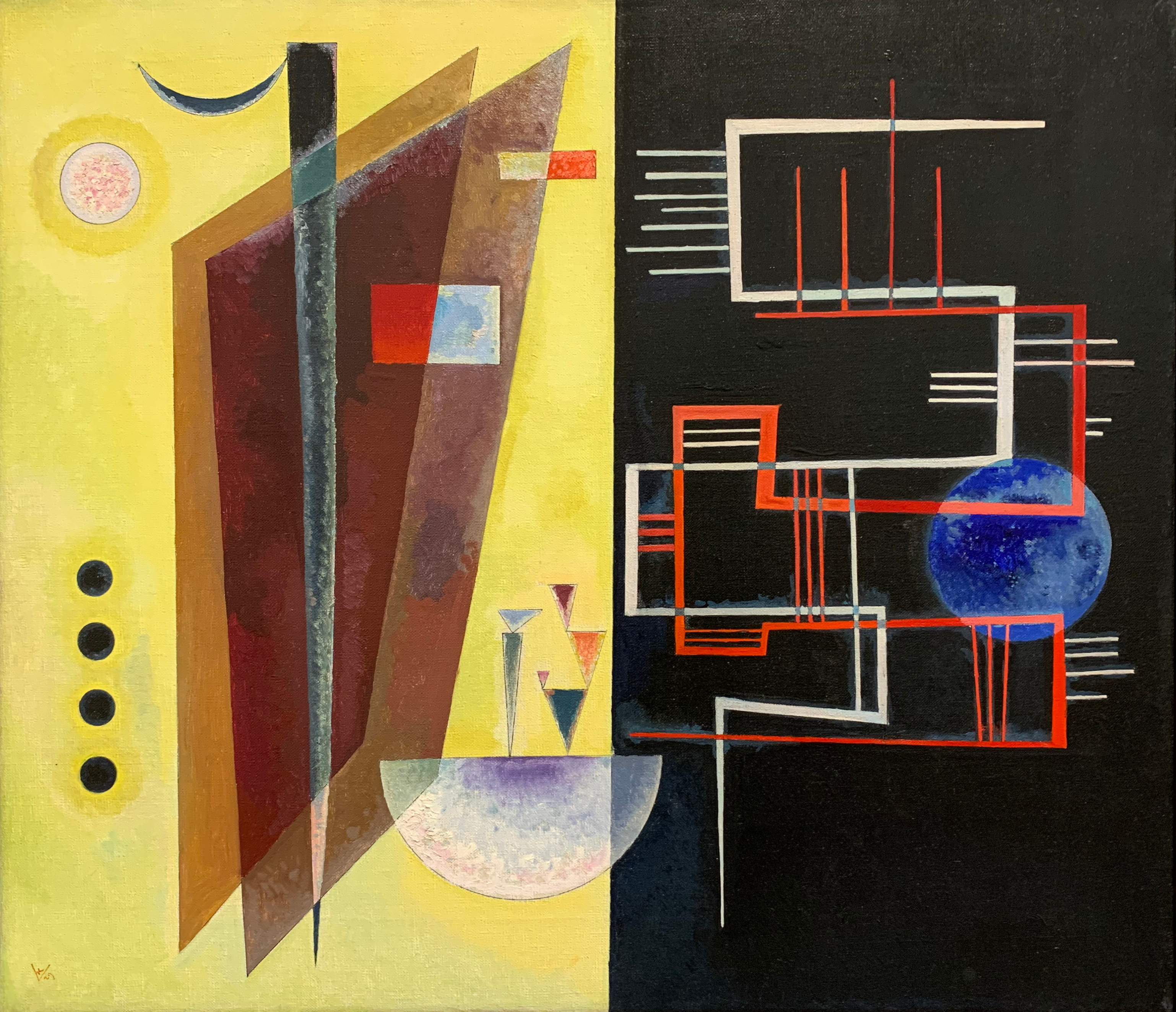
1929 – Vasili Kandinski (1866 – 1944) - Alianța Interioară (în engleză Inner Alliance)
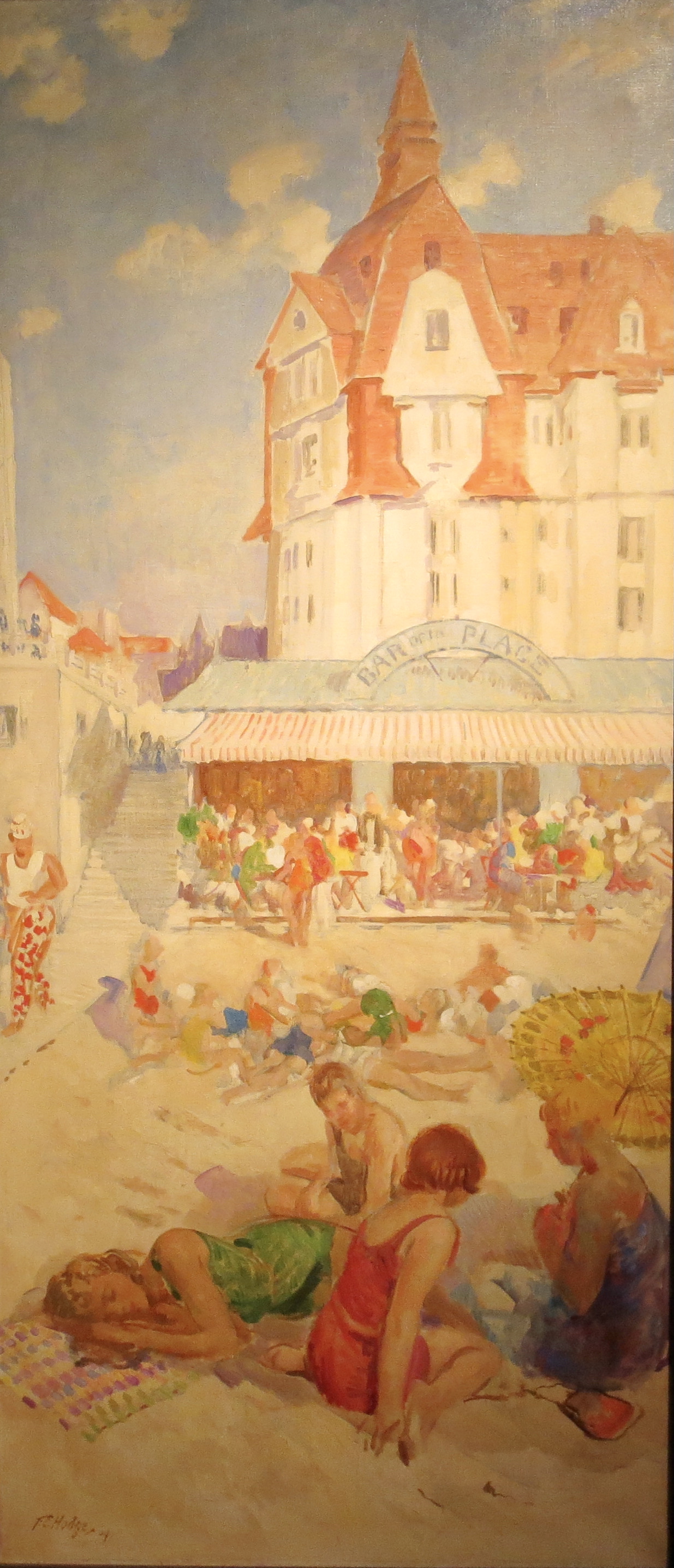
1929 – Francis Edwin Hodge - Barul de pe plajă și Grand Hotel du Touquet — (franceză Le Bar de la plage et le Grand Hôtel du Touquet),  Musée du Touquet-Paris-Plage
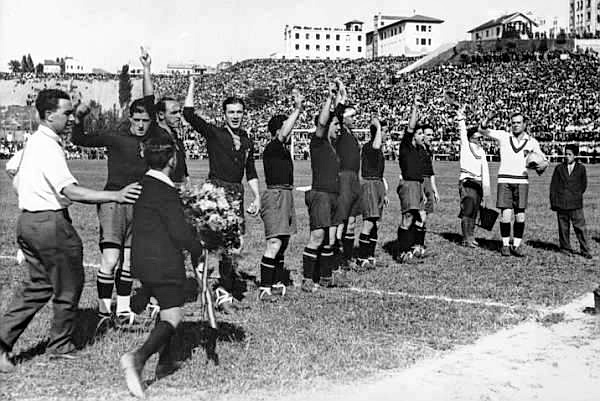
1929 – Echipa națională a Spaniei înaintea jocului amical cu echipa Angliei, la Madrid